# World Trade Center Valencia
El World Trade Center Valencia (conocido como WTC Valencia o Hesperia & WTC) es un complejo de edificios con destino empresarial, hotelero y comercial situados en la ciudad de Valencia, Venezuela. La red hotelera dentro del complejo es Hesperia Rio. 
El proyecto fue aprobado por la Asociación Mundial de World Trade Centers el 19 de marzo del 2006 en París, Francia, comenzando a mediados de ese mismo año las obras. Fue inaugurado en la VI Edición de EXPO-VENEZUELA de Fedecámaras Carabobo el 20 de octubre de 2009.

## Ubicación
Se encuentra localizado en la Avenida Salvador Feo La Cruz con Callejón Mañongo del Municipio Naguanagua (perteneciente a la ciudad de Valencia) a escasos 300 metros de la Autopista Circunvalación del Este teniendo esta importante arteria vial para conectarse con el Aeropuerto y la Zona Industrial de la ciudad.

## Complejo WTC

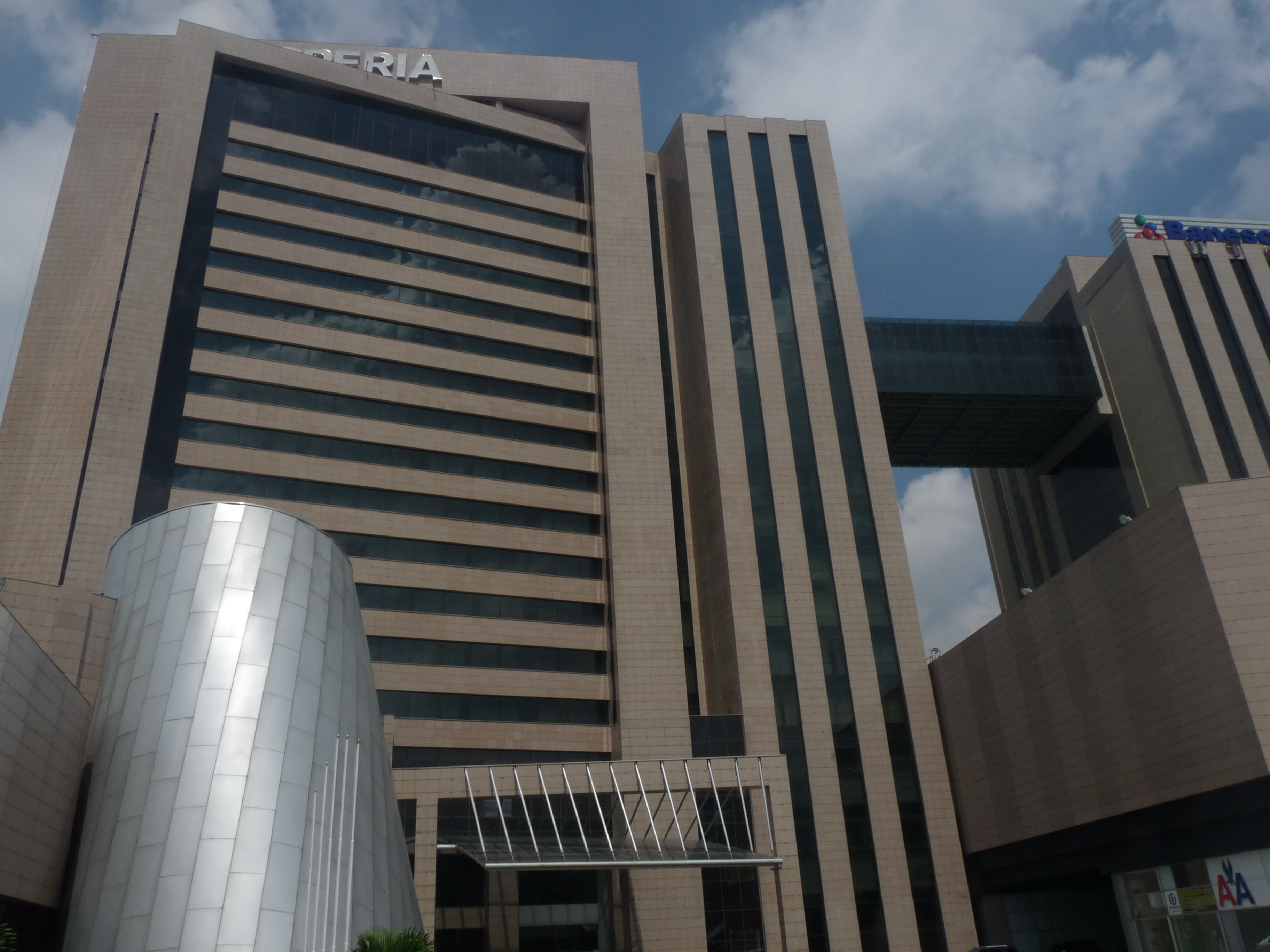

El complejo consta de dos edificios y dos estructuras inferiores: La Torre de Negocios, el Hotel cinco estrellas Hesperia Río, la Sala de Entretenimiento y el Centro de Convenciones. Los dos edificios principales están conectados en la parte superior a través de un puente aéreo ubicado en el piso 10 y 11 de ambas estructuras

### Torre Empresarial
La Planta Baja de la torre tiene cuatro locales comerciales principales: Uno de 470 mts2, el segundo de 190 mts2, otro de 175 mts2 y el cuarto de 110 mts2, además de otros 15 locales en un amplio pasillo que conecta con él. En el nivel Mezanina están ubicados también dos locales comerciales (175 mts2 y 100 mts2). A partir de allí, el edificio está integrado por oficinas.

### Hotel Hesperia
El Hotel Hesperia Valencia consta de 20 pisos y 350 suites para un total de 20.000 mts2 de construcción; teniendo también varios restaurantes, lobby bar, piano bar, pool, spa y un casino al nivel del lobby. Esta torre se conecta con la Torre de Oficinas y el Rio Convention Center

### Centro de Convenciones
El Rio Convention Center se encuentra en la parte baja de la torre, consta de 25.500 mts2 de construcción para convenciones, exhibiciones, y conferencias, siendo diseñado con dos entradas independientes: Una hacia el hotel y otra que conecta con el nivel de la avenida principal, para eventos más privados.

### Sala de Entretenimiento
Anticipando la necesidad de diversos tipos de entretenimiento que surjan a causa de reuniones, eventos, y congresos, se decidió incorporar también una Sala de Entretenimiento con un área 3.500 mts2.

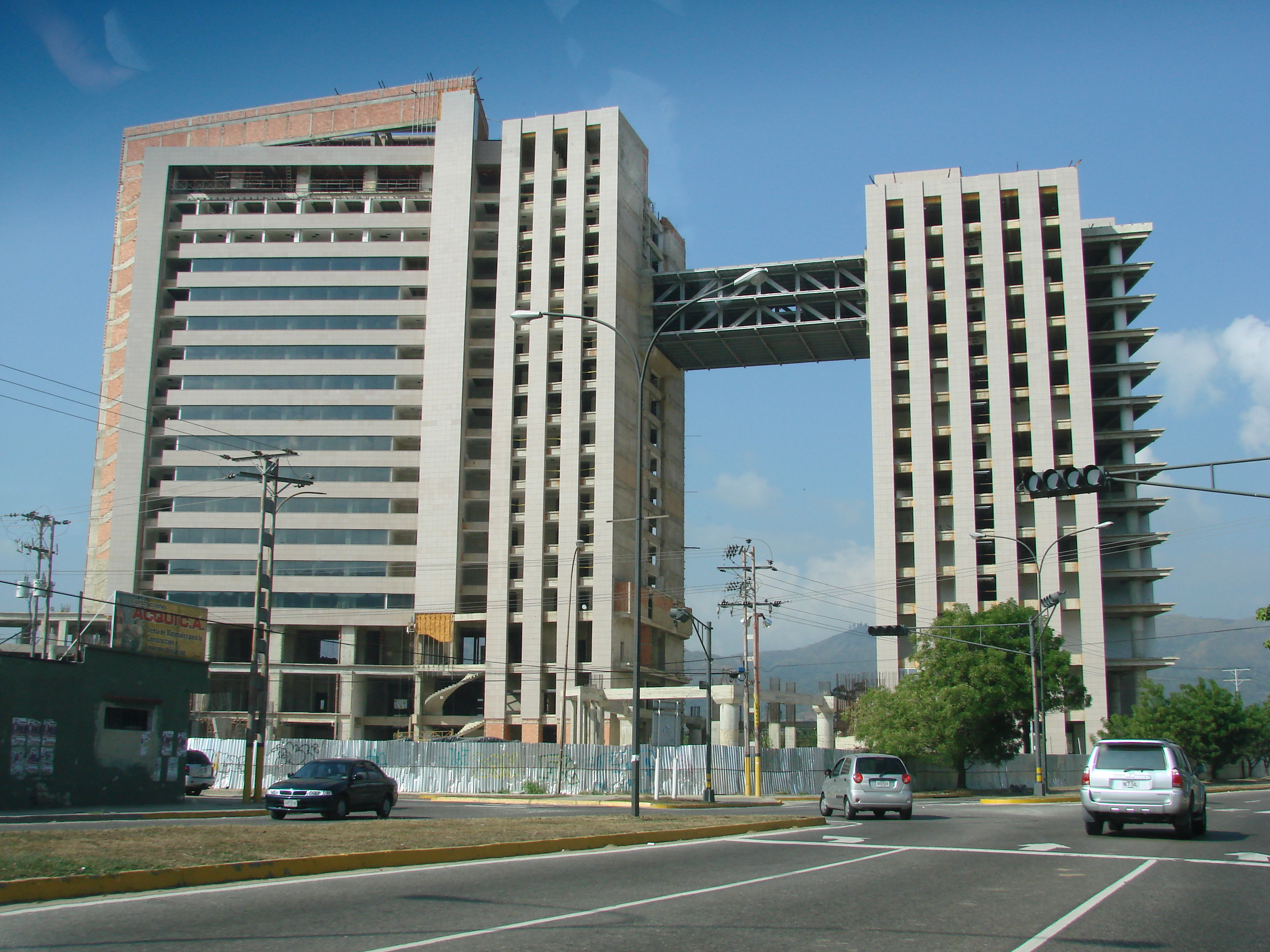
Complejo Word Tarde Center Valencia Venezuela durante su construcción